# S.O.B. (гурт)
S.O.B. (скорочено від Sabotage Organized Barbarian) — японський панк-рок-гурт, утворений в Осаці в 1983 році. Перший вокаліст Йошітомо «Тотцуан» Судзукі покінчив життя самогубством у 1995 році. Гурт також вважається таким, що дуже сильно вплинув на жанри ґрайндкор (у тому числі такий гурт, як Napalm Death) і дез-метал. Вони також вважаються одними із засновників трешкору. Іноді гурт зараховують до ґрайндкору.

## Дискографія
Альбоми
- 1987 — Don't Be Swindle
- 1988 — No Control
- 1990 — What's the Truth?
- 1993 — Gate of Doom
- 1994 — Vicious World
- 1995 — Symphonies of Brutality
- 1999 — Dub Grind
- 2003 — Still Grind Attitude[13]

EP (мініальбоми)
- Sabotage Organized Barbarian (1985)
- Leave Me Alone (1986)
- Western Kids Omnibus 2 (Coke) (1986)
- Спліт з Napalm Death (1988)

## Учасники гурту
Поточний склад
- Ецуші — вокал (2002 — теперішній час)
- Каватака Дайсуке — бас-гітара (1983—1986; 1990 — теперешній час)
- Тошімі Секі — гітара (1983 — теперішній час)
- Сатоші Ясуе — ударні (1983 — теперішній час)

Колишні учасники
- Кадзукі Дайдо — бас (1986—1990)
- Наото Фукухара — вокал (1995—2002)
- Йошітомо «Тотцуан» Судзукі — вокал (1983—1995)